# Список умерших в 943 году

## Февраль
- 23 февраля:
  - Герберт II де Вермандуа, граф Вермандуа и Мо (900/907—943), граф Лана (928—931)[1];
  - Давид I Мампали, грузинский принц Тао-Кларджети из династии Багратионов, правил с титулом мампали в Аджарии и Нигали (889—943) и в Кларджети (900—943)[2].
- 26 февраля — Муйрхертах мак Нейлл, король Айлеха (938—943)[3].

## Апрель
- 1 апреля — Наср II, эмир Хорасана, Мавераннахра и Тохаристана из династии Саманидов (914—943).
- 10 апреля — Ландульф I, князь Беневенто (901—943) и князь Капуи (901—943 как Ландульф III)[4].
- 18 апреля — Фудзивара-но Ацутада, японский вака-поэт и аристократ.

## Июль
- 4 июля — Тхэджо (66), первый правитель единой Кореи (918—943), основатель династии Ван и государства Корё.
- 26 июля — Принц Мотоёси, член японской императорской семьи и известный поэт периода Хэйан.

## Август
- 21 августа — Эрменгол, граф Осоны (939—943).

## Дата смерти неизвестна или требует уточнения
- Каделл ап Артвайл, король Гвента (930—943).
- Оттон I, герцог Лотарингии (940—943), а также граф Вердена (923—943)[5].
- Рауль II де Вексен, граф Амьена (926—941), граф Вексена, Валуа и Остревана (926—943).